# Seyyed Hossein Nasr
Seyyed Hossein Nasr (persiska: سيد حسين نصر), född 7 april 1933 i Teheran, Persien, persisk-amerikansk religionsvetare, filosof och författare till en rad internationellt uppmärksammade böcker om islam. Nasr är företrädare för den traditionella skolan och lärjunge till den schweiziske religionsfilosofen och sufiske mästaren Frithjof Schuon (Isa Nur al-din) och leder idag en gren ur Shadhiliyya-orden. 

## Biografi
Seyyed Hossein Nasr föddes i Teheran som son och sonson till kungafamiljens livläkare. Vid tolvårs ålder flyttade han till USA, och tog kandidatexamen i fysik och matematik vid Massachusetts Institute of Technology, och magisterexamen i geofysik och geologi vid Harvard, men övergav denna karriär eftersom han sökte metafysiska svar. Vid Harvard började han därför studera humaniora. 1958 doktorerade han i vetenskapshistoria och lärande, och specialiserade sig på islamisk kosmologi.
Han flyttade därefter tillbaka till Iran, och utsågs av Shahen till dekanus för Aryamehr-universitetet i Teheran, vilket han förblev fram till den iranska revolutionen 1979. Under tiden i Iran grundade han på drottningens anmodan den filosofiska akademien i Iran. Han studerade även traditionell islamisk filosofi för landets ledande auktoriteter på detta område, däribland Allameh Tabatabaei. Nasr är idag en av vår tids ledande auktoriteter på shiitisk filosofi och Mulla Sadra. Han har även skrivit översiktverk om zoroastrisk filosofi, An Anthology of Philosophy in Persia (1999). 
Sedan 1983 är han professor i islamologi vid George Washington University i USA och är en internationellt uppskattad föreläsare, varför han bland annat höll Giffordföreläsningen 1981. 
Nasr räknas som en av de främsta islamologerna i väst genom tiderna, och som den främste nu levande företrädaren för philosophia perennis (den tidlösa visheten). Nasr blev 1977 hedersdoktor i teologi vid Uppsala universitet och har besökt Sverige flera gånger, senast 2001 då han var inbjuden av Sigtunastiftelsen och Stiftelsen Abrahams barn.
Nasrs böcker finns översatta till flera av de stora världsspråken som franska, tyska, italienska, spanska, ryska, och även till arabiska, turkiska, persiska, urdu och malajiska, bosniska. Nasr har presenterats på svenska i artikelform i tidskrifterna Gnosis och Minaret. 2006 utkom den första essäsamlingen av Nasr i svensk översättning: Vid det klara morgonljuset: Essäer om islams andliga liv med förord av Jan Hjärpe.
Seyyed Hossein Nasr är far till statsvetaren Vali Nasr och kusin till filosofen och universitetsprofessorn Ramin Jahanbegloo.

## Verk (i urval)
Nasr har skrivit över 50 böcker och 500 artiklar om bland annat islamisk vetenskap, religionsfilosofi och miljö på fyra olika språk, inklusive dessa:
- Three Muslim Sages, 1964
- An Introduction to Islamic Cosmological Doctrines, 1964
- Ideals and Realities of Islam, 1966
- Islamic Studies: Essays on Law and Society, the Sciences, Philosophy and Sufism, 1967
- Science and Civilization in Islam, 1968
- The Encounter of Man and Nature: The Spiritual Crisis of Modern Man, 1968. En ny utgåva kom 1987 med titeln Man and Nature: The Spiritual Crisis of Modern Man.
- Sufi Essays, 1972 (nyutgiven som Living Sufism, 1980)
- Islam and the Plight of Modern Man, 1976
- Islamic Science: An Illustrated Study, 1976
- Knowledge and the Sacred, 1981
- Islamic Life and Thought, 1981
- Islamic Art and Spirituality, 1981
- Muhammad: Man of Allah, 1982. En ny utgåva kom 1995 med titeln Muhammad: Man of God.
- The Essential Writings of Frithjof Schuon, 1986 (Red. samt introduktion). En ny utgåva kom 2005 med titeln The Essential Frithjof Schuon.
- Islamic Art and Spirituality, 1987
- Traditional Islam in the Modern World, 1987
- Islamic Spirituality: Foundations samt Manifestations, 1987-1991 (Red. Dessa 2 volymer utgör del 19-20 av World Spirituality: An Encyclopedic History of the Religious Quest)
- A Young Muslim's Guide to the Modern World, 1993
- The Need for a Sacred Science, 1993
- The Islamic Intellectual Tradition in Persia, 1996 (essäsamling, redigerad av M. Aminrazavi)
- Religion and the Order of Nature, 1996
- History of Islamic Philosophy, 1996. (Två volymer i serien Routledge History of World Philosophies, redigerade av Seyyed Hossein Nasr och Oliver Leaman)
- Mecca, the Blessed, Medina, the Radiant: The Holiest Cities of Islam, 1997
- Poems of the Way, 1999
- An Anthology of Philosophy in Persia, 1999-2000 (2 vol, red. tillsammans med M. Aminrazavi)
- The Heart of Islam: Enduring Values for Humanity, 2002
- Islam: Religion, History and Civilisation, 2002
- The Essential Sophia, 2006 (Red. tillsammans med Katherine O'Brien)
- Islamic Philosophy from its Origin to the Present: Philosophy in the Land of Prophecy, 2006
- Islam, Science, Muslims, and Technology:Seyyed Hossein Nasr in Conversation with Muzaffar Iqbal, 2007
- The Essential Seyyed Hossein Nasr, 2007 (antologi redigerad av William C. Chittick)
- The Garden of Truth: The Vision and Promise of Sufism, Islam's Mystical Tradition, 2007

På svenska:
- Hela naturen talar om Gud: Världsreligionernas syn på naturen och miljökrisen som spegling av människans inre kris, övers. Björn Sahlin, Djursholm: Stiftelsen Abrahams barn, 2001. (Småskrift som är en översättning av tredje kapitlet av Man and Nature från 1968).
- Vid det klara morgonljuset: Essäer om islamisk andlighet, övers. Ashk Dahlén, förord av Jan Hjärpe, Stockholm: Proprius förlag, 2006.

### Verk om Seyyed Hossein Nasrs tänkande
- The Philosophy of Seyyed Hossein Nasr, 2001 (The Library of Living Philosophers, vol. XXVII, redigerad av L. E. Hahn, R. E. Auxier och L. W. Stone Jr.)
- Beacon of Knowledge: Essays in Honor of Seyyed Hossein Nasr, 2003 (Red. Mohammed Faghfoory; med förord av Huston Smith).